# RaTG13
El coronavirus  RaTG13 es un betacoronavirus que infecta al murciélago Rhinolophus affinis. Fue descubierto en el año 2013 en murciélagos de una cueva cercana al pueblo de Tongguan en el distrito Mojiang en Yunnan, China. A febrero del 2021 es el virus más cercano y similar al SARS-CoV-2, responsable de la pandemia de COVID 19 del 2020